# I Knew I Loved You
«I Knew I Loved You» (с англ. — «Я знал, что я любил тебя») ― сингл австралийского поп-дуэта Savage Garden, выпущенный в качестве второго сингла с их второго студийного альбома Affirmation. Он сразу же занял 1-е место в Billboard Hot 100. Он также стал последним австралийским синглом, достигшим вершины Billboard Hot 100 за последние двенадцать лет, пока сингл «Somebody That I Used to Know» Готье не достиг 1-й строчки чарта в 2012 году. Песня также заняла 1-е место в Канаде и Румынии, 3-е ― в Новой Зеландии и Швеции, 4-е ― в Австралии и топ-10-в Норвегии и Великобритании. В музыкальном клипе снялась юная Кирстен Данст.

## Создание
Слова песни передают радость, которую человек испытывает когда наконец встречает свою вторую половину. В июне 2015 года на странице дуэта в Facebook была опубликована серия видеороликов, в которых рассказывалось о песнях, вошедших в сборник синглов. Гитарист Дэниел Джонс рассказал и о «I Knew I Loved You». Закончив запись материала для альбома Affirmation, Хейз и Джонс получили вызов от исполнительного директора Columbia Records, Дона Айеннера спродюсировать следующий сингл «Truly Madly Deeply». «Truly Madly Deeply» был единственным в своем роде на альбоме, дуэт понимал, что их второму альбому не хватало любовной баллады. Хейз и Джонс сочинили песню «I Knew I Loved You» и представили её руководителям звукозаписывающего лейбла, которые были в восторге от результата, так как почувствовали, что это сильный претендент на успех.

## Музыкальный клип
Клип был снят режиссёром Кевином Брэем в августе 1999 года в нью-йоркском метро, которое ранее использовалось в ситкоме Сайнфелд. Он был загружен на YouTube 25 октября 2009 года. По состоянию на апрель 2019 года он набрал более 96 миллионов просмотров.
В клипе Хейс разыгрывает романтический сюжет в поезде метро, а объектом его привязанности является пассажирка (которую играет американская актриса Кирстен Данст).

## Критика
Билл Лэмб из About.com назвал песню романтической балладой. Редактор AllMusic Стивен Томас Эрлевайн назвал её запоминающейся. Ларри Флик из Billboard описал песню как прохладную и свежую, как осенний воздух, балладу. Он отметил, что песня скользит мягко и легко, а вокалист Хейз поет более непринужденно и уверенно, чем когда-либо. Он также назвал её абсолютно очаровательной, одной из самых красивых песен 1999 года.

## Трек-лист
| - United Kingdom CD1 1. «I Knew I Loved You» — 4:12 2. «I Knew I Loved You» (acoustic version) — 4:08 3. «Mine (And You Could Be)» — 4:29 CD2 1. «I Knew I Loved You» (radio version) — 3:49 2. «I Knew I Loved You» (club mix) — 8:26 3. «Universe» — 4:20 Cassette 1. «I Knew I Loved You» — 4:12 2. «I Knew I Loved You» (acoustic version) — 4:08 - America 1. «I Knew I Loved You» — 4:12 2. «I Knew I Loved You» (7" Mini-Me Remix) — 4:17 - Australia 1. «I Knew I Loved You» — 4:12 2. «I Knew I Loved You» (acoustic version) — 4:08 | - Japan Maxi-CD 1. «I Knew I Loved You» — 4:12 2. «I Knew I Loved You» (radio version) — 3:49 3. «I Knew I Loved You» (acoustic version) — 4:08 Double A-side 1. «Last Christmas» — 4:48 2. «I Knew I Loved You» — 4:12 - Europe CD1 1. «I Knew I Loved You» — 4:12 2. «I Knew I Loved You» (radio version) — 3:49 CD2 1. «I Knew I Loved You» — 4:12 2. «I Knew I Loved You» (extended instrumental version) — 5:06 3. «I Knew I Loved You» (Daniel’s Remix) — 4:19 4. «Mine (And You Could Be)» — 4:29 |

## Чарты
| Чарт (1999—2000)                   | Высшая позиция |
| ---------------------------------- | -------------- |
| Австралия (ARIA)                   | 4              |
| Австрия (Ö3 Austria Top 40)        | 36             |
| Бельгия/Фландрия (Ultratip)        | 9              |
| Канада (RPM Top Singles)           | 1              |
| Канада (RPM Adult Contemporary)    | 1              |
| Denmark (IFPI)                     | 13             |
| Europe (Eurochart Hot 100)         | 18             |
| Франция (SNEP)                     | 43             |
| Германия (GfK)                     | 34             |
| Iceland (Íslenski listinn Topp 40) | 15             |
| Ирландия (IRMA)                    | 18             |
| Italy (Musica e dischi)            | 13             |
| Нидерланды (Single Top 100)        | 54             |
| Новая Зеландия (Recorded Music NZ) | 3              |
| Норвегия (VG-lista)                | 7              |
| Romania (Romanian Top 100)         | 1              |
| Шотландия (Scottish Singles Chart) | 22             |
| Швеция (Sverigetopplistan)         | 3              |
| Швейцария (Schweizer Hitparade)    | 34             |
| Великобритания (UK Singles Chart)  | 10             |
| США (Billboard Hot 100)            | 1              |
| США (Billboard Adult Contemporary) | 1              |
| США (Billboard Adult Top 40)       | 3              |
| США (Billboard Latin Pop Songs)    | 40             |
| США (Billboard Mainstream Top 40)  | 1              |
| США (Billboard Rhythmic)           | 10             |

| Чарт (1999)                     | Позиция |
| ------------------------------- | ------- |
| Australia (ARIA)                | 27      |
| Canada Top Singles (RPM)        | 56      |
| Canada Adult Contemporary (RPM) | 54      |
| New Zealand (Recorded Music NZ) | 10      |
| Sweden (Sverigetopplistan)      | 25      |

| Chart (2000)                      | Position |
| --------------------------------- | -------- |
| Romania (Romanian Top 100)        | 56       |
| US Billboard Hot 100              | 7        |
| US Adult Contemporary (Billboard) | 1        |
| US Adult Top 40 (Billboard)       | 14       |
| US Mainstream Top 40 (Billboard)  | 7        |
| US Rhythmic (Billboard)           | 36       |

| Чарт (2000—2009)                  | Позиция |
| --------------------------------- | ------- |
| US Billboard Hot 100              | 54      |
| US Adult Contemporary (Billboard) | 1       |

| Чарт (1958—2018)                  | Позиция |
| --------------------------------- | ------- |
| US Billboard Hot 100              | 319     |
| US Adult Contemporary (Billboard) | 21      |

## Сертификации
| Регион | Сертификация | Продажи  |
| --- | ------------ | -------- |
| Австралия (ARIA) | Платиновый   | 70 000^  |
| Швеция (GLF) | Платиновый   | 30 000^  |
| Великобритания (BPI) | Серебряный   | 200 000  |
| США (RIAA) | Золотой      | 500 000^ |
| ^ Данные о тиражах приведены только на основе сертификации. · Данные о продажах + прослушиваниях приведены только на основе сертификации. |              |          |